# Miškin
Miškin (ruski: Мы́шкин) je gradić u Jaroslavljskoj oblasti u Rusiji. Nalazi se na 57°47′N 38°27′E / 57.783°N 38.450°E, na lijevoj obali rijeke Volge.
Broj stanovnika: 6.500.
Na ovom mjestu je postojalo naselje još u 15. stoljeću, a vjerojatno i prije. Gradski status ovo naselje je dobilo 1777. godine. Za vrijeme SSSR-a, naselje je izgubilo gradski status, i preimenovano je u "naselje gradskog tipa Miškino", a status grada mu je vraćen 1991.
Miškin privlači znatan broj turista, koji obično dolaze na krstarenju riječnim brodovima. Miškin je zadržao arhitektonske osobine svojstvene Rusiji 19. stoljeća. U njemu su i brojni muzeji, uključujući jedinstveni "Mišji muzej" (naime, ime ovog grada dolazi od rus. мышь, što kao i u hrv., znači "miš"). Ondje je "Muzej valenaka" (valenke su ruske čizme), etnografski muzej, umjetnička galerija i drugi slični objekti. 
Vremenska zona: Moskovsko vrijeme

## Vanjske poveznice
|  | Zajednički poslužitelj ima još gradiva o temi Miškin |

- Stranice o Miškinu  Arhivirana inačica izvorne stranice od 20. listopada 2007. (Wayback Machine)